# 网球女孩

Tennis Girl（网球女孩）

“网球女孩”（英語：The Tennis Girl）是一幅摄影作品，在1970年代被广泛用于招贴设计。
照片的主人公是一位在网球场上的少女：和煦的阳光中，少女身着白色运动裙，背对着照相机，正在走向球网；她下垂的右手握着球拍，左手撩起白色运动裙的一角，放在臀部。照片的亮点在于，露出的裸臀显示她并没有穿内裤。

## 历史
这幅照片由英国摄影师马丁·艾略特于1976年9月在英国伯明翰市的伯明翰大学拍摄。这幅照片并不是抓拍，而是特意摆拍的。是年18岁的女模特菲奥娜·巴特勒（Fiona Butler）（后改名菲奥娜·沃克（Fiona Walker））是艾略特当时的女友。拍摄这幅照片所用的网球、球拍、球场以及白色运动裙都是特意借来的。
1977年，在英国女王伊丽莎白二世加冕25周年庆典活动（Silver Jubilee）之际，艺术零售商Athena发行了一套包含这张照片的日历，将它首次公之于众。恰好在同年，英国网球运动员弗吉尼娅·韦德获得了温布尔登网球公开赛的女子大满贯头衔。
2011年，在拍摄“网球女孩”三十多年后，照片中的女主角沃克终于决定首次向公众露面。沃克说，她并未因当年拍摄这幅照片而感到过羞愧，相反每次一看到它，她总是忍不住会笑。尽管多年来，沃克从未因这幅照片而获得任何稿费和其他商业收入。
艾略特于2010年3月24日因癌症辞世。多年来他因这幅照片获得了一笔丰厚的收入。但照片的名声也阻碍了艾略特的事业，因为担心他会出价太高，所以长久以来都没什么人愿意雇他做事。

## 影响
自面世以来，这幅照片迅速风靡，相关海报招贴的总发行量超过200万。
虽然不穿内裤在如今已是司空见惯，但在相对保守的1970年代，这幅照片的影响力不可小觑。它甚至成为1960年代到1970年代性解放、宽容社会运动和反抗标准和权威运动的标志之一。
尽管艾略特声称他自己也绝不会去购买这幅招贴，但这阻止不了无数大学男生将之张贴在宿舍床头。此后多年，这幅照片遭到大量广告和电视节目的模仿。